# Euthlastus
Euthlastus — вимерлий рід пізньої юри ссавців із формації Моррісон. Присутній у стратиграфічних зонах 5 і 6. Вона представлена лише п'ятьма верхніми корінними зубами.